# 女子挺身队

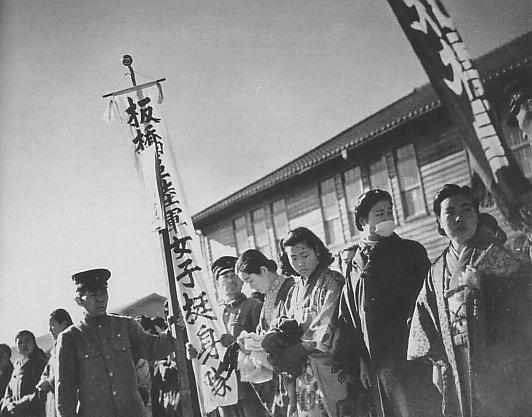
女子挺身队

女子挺身队（日语：女子挺身隊）是日本在1944年4月，第二次世界大战期间建立的女性劳务组织。其宣称的宗旨是为女性提供在婚前为大日本帝国服务的机会，从而迫使女性从事战时劳务活动。该组织主要动员14岁至40岁的未婚妇女，而已婚妇女由大日本妇人会动员。在战时朝鲜半岛，有加入女子挺身队就是做慰安妇的说法流行，战后日本和韩国也有将女子挺身队与慰安妇视为相同概念的情况。在韩国，女子挺身队已成为慰安妇的同义词。